# Джентили, Антонио Саверио
Антонио Саверио Джентили (итал. Antonio Saverio Gentili; 9 февраля 1681, Рим, Папская область — 13 марта 1753, там же) — итальянский куриальный кардинал и доктор обоих прав. Титулярный архиепископ Петры с 17 марта 1727 по 24 сентября 1731. Секретарь Священной Конгрегации Тридентского собора с 30 апреля 1728 по 17 мая 1731. Секретарь Священной Конгрегации по делам епископов и монашествующих с 20 сентября 1728 по 17 мая 1731. Апостольский датарий с 17 мая 1731 по 24 августа 1740. Префект Священной Конгрегации Тридентского собора с 20 марта 1737 по 13 марта 1753. Камерленго Священной Коллегии кардиналов с 22 января 1742 по 28 января 1743. Кардинал-священник с 24 сентября 1731, с титулом церкви Санто-Стефано-аль-Монте-Челио с 19 ноября 1731 по 10 апреля 1747. Кардинал-епископ Палестрины с 10 апреля 1747 по 13 марта 1753.